# Norops gadovii
Norops gadovii este o specie de șopârle din genul Norops, familia Polychrotidae, descrisă de Boulenger 1905. A fost clasificată de IUCN ca specie cu risc scăzut. Conform Catalogue of Life specia Norops gadovii nu are subspecii cunoscute.